# Heimioporus
Heimioporus es un género de hongo en la familia Boletaceae. El género se encuentra ampliamente distribuido en las regiones tropicales y subtropicales, y contiene unas 15 especies.

## Especies
- Heimioporus alveolatus
- Heimioporus anguiformis
- Heimioporus australis[5]
- Heimioporus betula
- Heimioporus cooloolae[5]
- Heimioporus fruticicola
- Heimioporus ivoryi
- Heimioporus japonicus
- Heimioporus kinabaluensis
- Heimioporus mandarinus
- Heimioporus mirabilis
- Heimioporus nigricans
- Heimioporus punctisporus
- Heimioporus retisporus
- Heimioporus ridleyi
- Heimioporus rubropunctus
- Heimioporus subretisporus
- Heimioporus xerampelinus